# Aeroporto Internazionale del Bahrein
L'aeroporto internazionale del Bahrein (IATA: BAH, ICAO: OBBI) (in arabo: مطار البحرين الدولي) è un aeroporto internazionale situato a Al Muharraq, un'isola a nord del Bahrein a circa 7 km dal centro della capitale, Manama. L'aeroporto è il principale hub per le compagnie Gulf Air e Air Bahrain.
Gli investimenti esercitati sulla struttura sono tra i più alti al mondo: circa 300 milioni di euro, infatti, è la cifra stimata per il programma di ristrutturazione lanciato nel terzo trimestre del 2006, che vedrà la creazione di un nuovo multi-parcheggio ed un sostanziale ampliamento del terminal principale. L'espansione comprende inoltre un completo rifacimento della pista principale, una nuova recinzione perimetrale e sistemi di sicurezza supplementari.
L'aeroporto ha ricevuto una valutazione tre stelle da Skytrax, un organo di valenza internazionale che giudica la qualità e l'efficienza degli aeroporti mondiali. Il giudizio del Bahrain Airport è destinato, secondo alcuni analisti, ad aumentare con l'ammodernamento della struttura ed è in linea con altri 7 aeroporti.

## Eventi
- 1936 - l'operazione di Handley Page HP.42 da Londra all'India attraverso il Bahrein viene aumentata a due volte a settimana;
- 1937 - l'aeroporto ha visto l'inizio del servizio regolare dell'Impero del Mare flights: in sostanza si trattava di idrovolanti che svolgevano un servizio d'élite per coloro che frequentavano i club situati a Mina Salman;
- Dicembre 1961 - viene aperto il nuovo ed attuale terminal passeggeri;
- 1976 - inaugurazione dei voli supersonici con l'avvio del servizio del Concorde tra Londra e il Bahrein;
- 1994 - viene raggiunto il traguardo dei 100 milioni di dollari di introito.

## Statistiche
| Anno | Passeggeri | Cargo (tonnellate) | Merci cargo manipolate | Aeromobili |
| ---- | ---------- | ------------------ | ---------------------- | ---------- |
| 1998 | 3,434,812  | NA                 | NA                     | NA         |
| 1999 | 3,950,000  | NA                 | NA                     | NA         |
| 2000 | 3,975,000  | NA                 | NA                     | NA         |
| 2001 | 3,991,623  | 156 466            | 344 944                | 60 490     |
| 2002 | 4,147,105  | 180 823            | 398 642                | 61 965     |
| 2003 | 4,296,979  | 237 922            | 524 522                | 69 493     |
| 2004 | 5,200,000  | 301 906            | 665 581                | 72 530     |
| 2005 | 5,581,503  | 334 832            | 738 170                | 73 891     |
| 2006 | 6,114,638  | 320 492            | 706 556                | 74 182     |